# Haras royal de Meung-sur-Loire
Le Haras royal de Meung-sur-Loire est un haras royal français des XVe et XVIe siècles, qui fut notamment utilisé par François Ier.

## Histoire
Ce haras est créé à Meung-sur-Loire à une date inconnue durant la seconde moitié du XVe siècle, dans le « relais Louis XI », qui abrite sa « Grande Escurie ». Il apparaît officiellement pour la première fois dans les comptes royaux en 1507. Il est utilisé sous François Ier, qui y fait notamment conduire un lot de juments achetées en Flandres. 
Il est pillé par les Protestants en avril 1562. En 1586 Henri III demande à son écuyer Marc-Antoine de Bassi de transférer le Haras royal de Meung-sur-Loire à quelques lieues en aval de Beaugency, dans les bois de Briou. Son activité cesse officiellement en 1599.

## Annexe
- Haras royaux du roi de France